# Partido Socialista de Japón
El Partido Socialista de Japón (日本社会党 Nihon Shakaitō?,  abreviado PSJ) fue un partido político de Japón que existió entre 1945 y 1996. Durante todo este período histórico se convirtió en el principal partido de la oposición, aunque en dos ocasiones formó parte del gobierno nipón. En la actualidad su sucesor es el minoritario Partido Socialdemócrata, aunque el papel como principal partido de la oposición ha sido asumido por el Partido Democrático.
Históricamente el PSJ mantuvo una estrecha relación con los sindicatos de funcionarios públicos japoneses, aunque después de las elecciones de 1993 esta relación se agrietó enormemente y se rompió de forma definitiva en 1996.

## Historia

### Fundación
El PSJ fue el primer partido que se fundó en Japón después de la Segunda Guerra Mundial, apenas unas semanas después del final de la contienda. En 1906 ya había sido creado un partido socialista de ámbito japonés, pero éste fue prohibido tras apenas un año de existencia, en 1907. Los más importantes miembros fundadores se conocían desde la década de 1920 y contaban con la experiencia política de su activismo durante la década siguiente, antes de que sus actividades fueran restringidas durante la guerra por las autoridades militares, que cada vez acumulaban más poder. Poco después de su creación, Tetsu Katayama fue nombrado presidente de la comisión ejecutiva del partido.

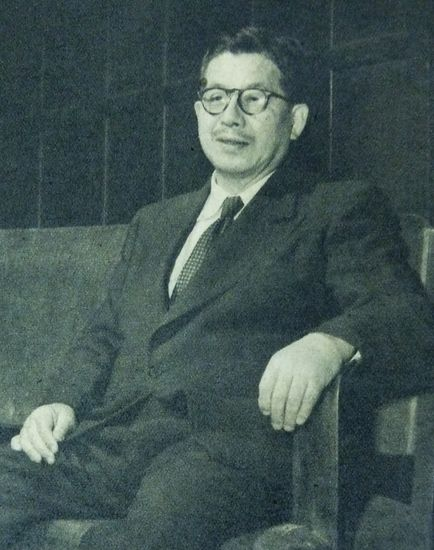
Tetsu Katayama, hacia 1953.

Sin embargo, desde el mismo momento de su creación el Partido Socialista de Japón se dividió en diferentes facciones ideológicas: a la derecha se formó un grupo de ideología burguesa y liberal, mientras que el ala izquierda del partido fue apoyada por la federación de sindicatos Sōhyō y se mostraba incluso partidaria de cooperar con el Partido Comunista Japonés (PCJ). Además de las distintas facciones, del PSJ también tenían una gran importancia las koenkai u organizaciones de apoyo a las campañas, ya que estas cobraban una gran importancia durante las elecciones. Este fenómeno también contribuyó a la "faccionalización" del PSJ.

### El partido de la oposición
En las elecciones de 1947 el PSJ obtuvo unos buenos resultados, convirtiéndose en el partido más votado del país. Tras esto, Katayama fue nombrado primer ministro, el primer socialista elegido para este puesto. Durante su período de gobierno, el gabinete Katayama aprobó un gran número de leyes y medidas gubernamentales de corte progresista. Sin embargo, también fue un período complicado debido en buena medida a las luchas intestinas de su propio partido, por lo que Katayama dimitió de su puesto tras estar en el poder apenas un año. Su salida del gobierno marcó el inicio de una época de fuertes disputas e inestabilidad dentro del partido, que a comienzos de la década de 1950 llegó a fraccionarse en dos formaciones políticas distintas: el Partido Socialista Japonés, más radical, y el Partido Socialdemócrata de Japón, más moderado.
Después de un período de agitación, las dos facciones acordaron volver a unirse y hacia 1955 se reconstruyó la antigua unidad del PSJ. Fue entonces cuando empezó a destacar la figura del carismático Inejirō Asanuma, que en 1960 se convirtió en el presidente de los socialistas japoneses. Asanuma era la gran esperanza del PSJ de cara a las elecciones de aquel mismo año, pero esta ilusión se esfumó pronto ya que Asanuma fue asesinado por un joven nacionalista radical en mitad de un debate. Su asesinato tuvo un hondo impacto en la sociedad japonesa, pero aún más grande fueron sus efectos sobre el PSJ, que volvió a encontrarse sin un liderazgo fuerte y víctima de las disputas entre facciones. Un sector crítico perteneciente a la facción conservadora decidió separarse definitivamente y fundar el Partido Socialista Democrático (民主社会党 Minshu Shakaitō?). Aunque el partido mantuvo un importante porcentaje de apoyo electoral y popular durante las décadas de 1960 y 1970, lo cierto es que el PSJ sufrió una lenta disminución de apoyo en las elecciones generales. Por el contrario, el partido tuvo una importante influencia en el ámbito local. En la década de 1970 muchas zonas de Japón estaban gobernadas por el PSJ, que introdujeron nuevas programas sociales y reformas de carácter popular.
En 1978 el partido sufrió otra escisión, cuando un grupo de militantes disidentes abandonó el PSJ y formó la Federación Social-Demócrata.
Hasta comienzos de la década de 1980 el PSJ se mantuvo como el principal partido de la oposición a los gobiernos del Partido Liberal Democrático (PLD), aunque nunca sin poder optar a entrar en el gobierno nacional. En buena medida, el Partido Socialista había moderado enormemente su discurso y planteamientos, lo que llevó a aceptar la existencia de las Fuerzas de Autodefensa o el reconocimiento de Corea del Sur. No obstante, en 1986 el partido se mostró contrario a la privatización de los Ferrocarriles Nacionales Japoneses (JNR). Cuando Takako Doi se convirtió en presidenta del partido, la nueva dirigente propuso la implementación de una especie de "Perestroika" interna. Esta nueva orientación trajo consigo buenos resultados en las elecciones de 1990, llegando incluso a aumentar las nuevas afiliaciones al partido, pero sus efectos demostraron tener una duración limitada y tres años después la formación obtuvo uno de sus peores resultados electorales, ya que perdió 66 escaños. Reflejo de la nueva situación que estaba viviendo el PSJ, en la convención de 1990 el partido abandonó formalmente el concepto de "revolución socialista" y redefinió sus planteamientos ideológicos como "socialdemocracia".

### Últimos años
Los comicios de 1993 supusieron también un duro revés para el gobernante PLD, afectado por numerosos escándalos de corrupción, lo que le llevó a perder la mayoría: como consecuencia, varios partidos de la oposición formaron un gobierno de coalición en el que también entró el PSJ, a pesar de que para los socialistas esto supusiera pactar con fuerzas conservadoras. Este nuevo gobierno fue débil, y antes de un año ya había colapsado. Fue entonces cuando el nuevo presidente del Partido, Tomiichi Murayama, formó un nuevo gabinete de coalición, pero esta vez lo hizo junto al PLD y el Sakigake, lo que supuso una gran sorpresa para el público en general. La presencia del PLD en el nuevo gabinete no tuvo muy buena acogida entre muchos militantes socialistas, que se sintieron profundamente decepcionados con la nueva deriva del PSJ. Además de la crisis económica que se abatía sobre el país desde 1990, el gabinete Murayama tuvo que hacer frente al desastre natural provocado por el Terremoto de Kobe de 1995. La opinión pública japonesa fue crítica con la gestión gubernamental, lo que no hizo más que empeorar la posición de Murayama y del PSJ.
A comienzos de 1996, después de los desastrosos resultados de las elecciones de 1993, el descrédito del gobierno Murayama y de numerosas escisiones internas, el partido cambió su denominación a Partido Socialdemócrata, buscando con ello atraer al votante medio y el voto moderado. Sin embargo, en la actualidad su presencia en la vida política japonesa es mínima y el papel del partido líder de la oposición ha sido asumido por el Partido Democrático.

## Resultados electorales

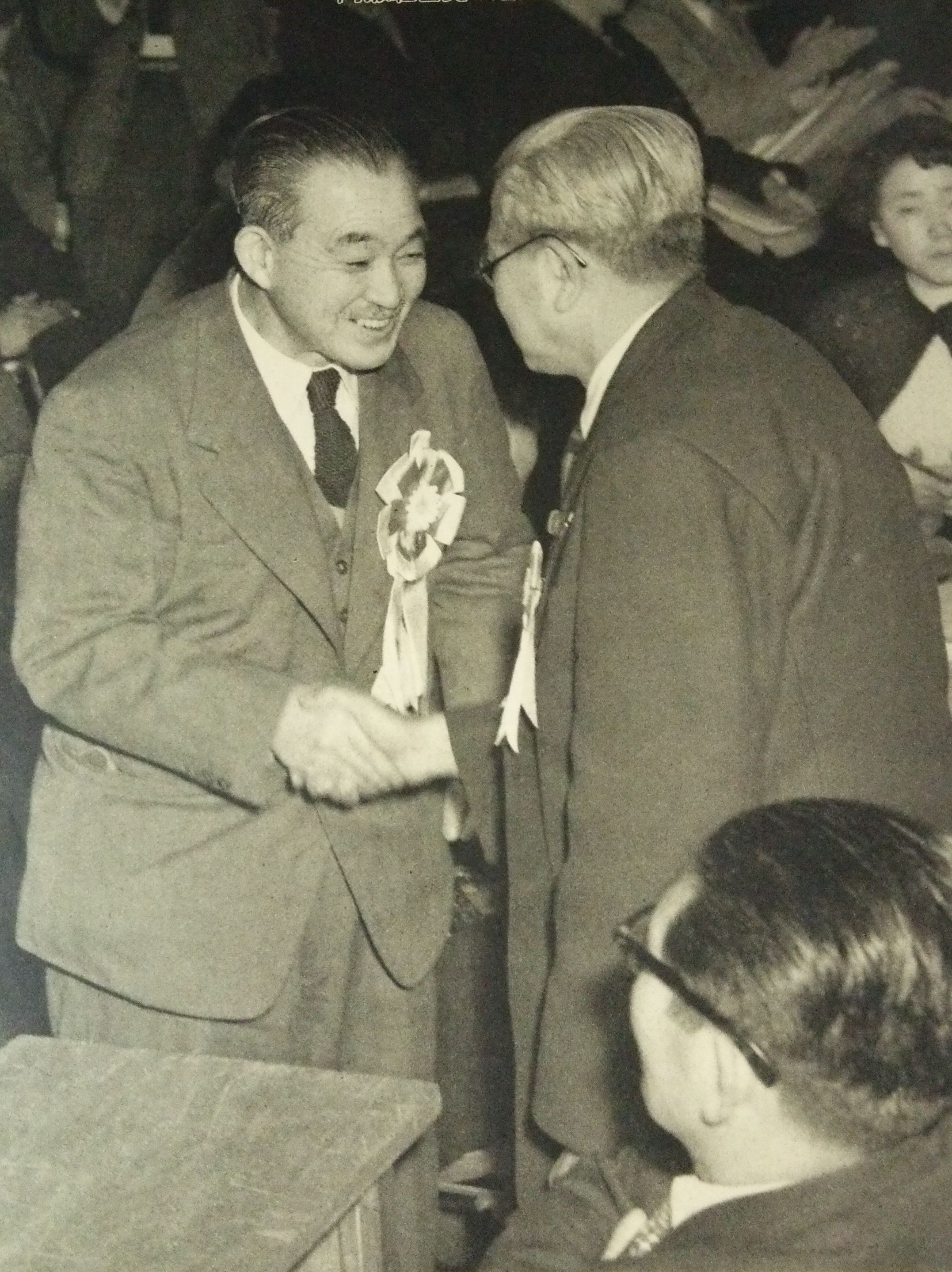
Momento de la reunificación del partido, en 1955.

Cámara de Representantes
| Elecciones     | # de votos                            | % de votos                            | # de escaños                          | ±-                                    | Gobierno                              |
| -------------- | ------------------------------------- | ------------------------------------- | ------------------------------------- | ------------------------------------- | ------------------------------------- |
| 1946           | 10.069.907 (#3)                       | 18,16%                                | 92/468                                |                                       | Oposición                             |
| 1947           | 7.203.050 (#2)                        | 26,33%                                | 143/468                               | 51                                    | Coalición (1947-48)                   |
| 1947           | 7.203.050 (#2)                        | 26,33%                                | 143/468                               | 51                                    | Oposición (1948-49)                   |
| 1949           | 4.129.794 (#3)                        | 13,51%                                | 48/466                                | 95                                    | Oposición                             |
| 1952-1953-1955 | Escisión del partido en dos facciones | Escisión del partido en dos facciones | Escisión del partido en dos facciones | Escisión del partido en dos facciones | Escisión del partido en dos facciones |
| 1958           | 13.093.993 (#2)                       | 32,94%                                | 166/467                               |                                       | Oposición                             |
| 1960           | 10.887.134 (#2)                       | 27,56%                                | 145/467                               | 21                                    | Oposición                             |
| 1963           | 11.906.766 (#2)                       | 29,03%                                | 144/467                               | 1                                     | Oposición                             |
| 1967           | 12.826.104 (#2)                       | 27,88%                                | 140/486                               | 4                                     | Oposición                             |
| 1969           | 10.074.101 (#2)                       | 21,44%                                | 90/486                                | 50                                    | Oposición                             |
| 1972           | 11.478.742 (#2)                       | 21,9%                                 | 118/491                               | 28                                    | Oposición                             |
| 1976           | 11.713.008 (#2)                       | 20,69%                                | 123/511                               | 5                                     | Oposición                             |
| 1979           | 10.643.450 (#2)                       | 19,71%                                | 107/511                               | 16                                    | Oposición                             |
| 1980           | 11.400.747 (#2)                       | 19,31%                                | 107/511                               | 0                                     | Oposición                             |
| 1983           | 11.065.082 (#2)                       | 19,49%                                | 112/511                               | 5                                     | Oposición                             |
| 1986           | 10.412.584 (#2)                       | 17,23%                                | 85/512                                | 27                                    | Oposición                             |
| 1990           | 16.025.472 (#2)                       | 24,39%                                | 136/512                               | 51                                    | Oposición                             |
| 1993           | 9.687.588 (#2)                        | 15,43%                                | 70/511                                | 66                                    | Coalición                             |

### Partido Socialista de Derecha
| Elecciones | # de votos     | % de votos | # de escaños | ±- | Gobierno  |
| ---------- | -------------- | ---------- | ------------ | -- | --------- |
| 1952       | 4.057.241 (#3) | 11,48%     | 57/466       |    | Oposición |
| 1953       | 4.651.345 (#3) | 13,44%     | 66/466       | 9  | Oposición |
| 1955       | 5.129.594 (#4) | 13,86%     | 67/467       | 1  | Oposición |

### Partido Socialista de Izquierda
| Elecciones | # de votos     | % de votos | # de escaños | ±- | Gobierno  |
| ---------- | -------------- | ---------- | ------------ | -- | --------- |
| 1952       | 3.450.601 (#4) | 9,76%      | 54/466       |    | Oposición |
| 1953       | 4.543.202 (#4) | 13,13%     | 72/466       | 18 | Oposición |
| 1955       | 5.683.312 (#3) | 15,35%     | 89/467       | 17 | Oposición |

## Líderes del partido

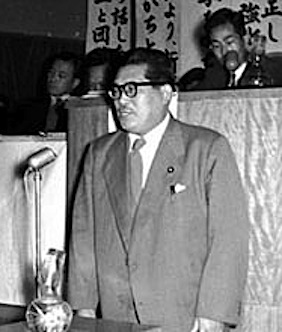
Inejirō Asanuma, hacia 1955.

| 1                                     | Tetsu Katayama    | 28 de septiembre de 1946 | 16 de enero de 1950      |
| Escisión del partido en dos facciones |                   |                          |                          |
| 2                                     | Suzuki Mosaburō   | 12 de octubre de 1955    | 23 de marzo de 1960      |
| 3                                     | Inejiro Asanuma   | 23 de marzo de 1960      | 12 de octubre de 1960    |
| 4                                     | Jōtarō Kawakami   | 6 de marzo de 1961       | 6 de mayo de 1965        |
| 5                                     | Kouzou Sasaki     | 6 de mayo de 1965        | 19 de agosto de 1965     |
| 6                                     | Seiichi Katsumata | 19 de agosto de 1965     | 4 de octubre de 1968     |
| 7                                     | Tomomi Narita     | 30 de noviembre de 1968  | 26 de septiembre de 1977 |
| 8                                     | Ichio Asukata     | 13 de diciembre de 1977  | 7 de septiembre de 1983  |
| 9                                     | Masashi Ishibashi | 7 de septiembre de 1983  | 8 de septiembre de 1986  |
| 10                                    | Takako Doi        | 9 de septiembre de 1986  | 31 de julio de 1991      |
| 11                                    | Tanabe Makoto     | 31 de julio de 1991      | 19 de enero de 1993      |
| 12                                    | Sadao Yamahana    | 19 de enero de 1993      | 25 de septiembre de 1993 |
| 13                                    | Tomiichi Murayama | 25 de septiembre de 1993 | 19 de enero de 1996      |